# Droga krajowa B465 (Niemcy)
Droga krajowa 465 (niem. Bundesstraße 465) – niemiecka droga krajowa przebiegająca z południowego wschodu na północny zachód od węzła Kirchheim (Teck)-Ost na autostradzie A8 przez Bad Urach, Münsingen, Ehingen (Donau) do Leutkirch im Allgäu w Badenii-Wirtembergii.
Droga oznakowana jako B 465 od początku lat 60. XX w. W jej skład weszły wirtemberskie drogi krajowe nr 43, nr 45, nr 54.

## Miejscowości leżące przy B465
Dettingen unter Teck, Owen, Lenningen, Gutenberg, Donstetten, Bad Urach, Seeburg, Münsingen, Bremelau, Frankenhofen, Altsteußlingen, Ehingen (Donau), Sontheim, Ingerkingen, Schemmerhofen, Warthausen, Biberach an der Riß, Oberessendorf, Hetzisweiler, Ampfelbronn, Eggmannsried, Unterschwarzach, Bad Wurzach, Diepoldshofen, Leutkirch im Allgäu.